# Aliboron laosense
Aliboron laosense là một loài bọ cánh cứng trong họ Cerambycidae.